# PETase
PETase（ピー・イー・ティー・エース、ペターゼ）は、細菌のイデオネラ・サカイエンシス（Ideonella sakaiensis）から分離された酵素である。PETが持つエステル結合を、カルボキシ基と水酸基とに加水分解する酵素であり、EC番号は3.1.1.101が与えられている。PETaseはPETプラスチックを単量体テレフタル酸モノ-2-ヒドロキシエチル（MHET）分子へと分解する。MHETはこれらの細菌においてMHETaseの作用によりさらにテレフタル酸ヒドロキシエチルへと分解される。MHETaseは水中でさらにテレフタル酸とエチレングリコールへ分解する。
PETaseによって触媒される本反応は以下の通りである（nはPET鎖中のモノマーの数）。
{\displaystyle {\ce {(PET)n + H2O <=> (ethylene terephthalate)n-1 + MHET}}}
PETaseの既知の三次元構造は5XH3、5XH2、5XG0、5XFZ、5XFY、5YNS、5XJHである。